# Holomelina mathani
Holomelina mathani là một loài bướm đêm thuộc phân họ Arctiinae, họ Erebidae.